# Cambronne-lès-Clermont
Cambronne-lès-Clermont è un comune francese di 1 059 abitanti situato nel dipartimento dell'Oise della regione dell'Alta Francia.

## Società

### Evoluzione demografica
Abitanti censiti